# مقاطعة إليس (تكساس)
مقاطعة إليس (بالإنجليزية: Ellis  County)‏ هي إحدى المقاطعات في ولاية تكساس، الولايات المتحدة الأمريكية، يبلغ عدد سكانها 149,610 نسمة طبقا لإحصاء عام 2010 .

موقع المقاطعة في ولاية تكساس